# Boalla (Boussouma)
Pour les articles homonymes, voir Boalla.
Boalla est une localité située dans le département de Boussouma de la province du Sanmatenga dans la région Centre-Nord au Burkina Faso.

## Économie
L'économie du village est largement basée sur l'agriculture vivrière, en particulier la culture du riz pluvial, et l'élevage.

## Éducation et santé
Le centre de soins le plus proche de Boalla est le centre de santé et de promotion sociale (CSPS) de Boussouma tandis que le centre hospitalier régional (CHR) se trouve à Kaya.
Le village possède une école primaire publique.